# Viatcheslav Plehve
Viatcheslav Konstantinovitch (von) Plehve (en russe : Вячесла́в Константи́нович (фон) Пле́ве), né le 8 avril 1846 (20 avril dans le calendrier grégorien) à Mechtchovsk et mort le 15 juillet 1904 (28 juillet dans le calendrier grégorien) à Saint-Pétersbourg, fut directeur de la police tsariste, puis ministre de l'Intérieur de 1902 à 1904.

## Biographie
Issu d'une famille noble d'Allemagne, Viatcheslav Plehve passe son enfance à Varsovie. Après des études de droit à l'Université de Moscou, il devient magistrat du parquet assistant en 1867 et occupe divers postes au ministère de la Justice. En 1881, il est chargé de l'enquête sur le meurtre d'Alexandre II et entre au MVD (Ministère de l'intérieur) comme directeur de la police, ainsi que de l'Okhrana. Il devient membre du sénat en 1884 et député du ministère en 1885. Il devient conseiller privé en 1899, Ministre secrétaire d'État pour la Finlande de cette date à 1904.
Profondément conservateur, il travaille énergiquement à une politique de contre-ingérence. On lui attribue le démantèlement de nombreux groupes révolutionnaires et libéraux. En 1901, il apporte d'abord son soutien à la Zoubatovchtchina, politique d'infiltration du mouvement ouvrier révolutionnaire juif, par la création de groupes "indépendants" manipulés par des agents provocateurs. Puis, il fait cesser cette expérience en 1903.
Mais cette politique indifférenciée, vis-à-vis des degrés d'opposition, a pour effet de coaliser ses ennemis dans le Osvoboditel'noe dvijenie, une force importante lors de la révolution de 1905.
Le 28 avril 1902, à la suite de l'assassinat de Dmitri Sipiaguine, il est nommé ministre de l'intérieur. Après l'échec d'une brève tentative de conciliation avec les conservateurs zemstvo, il reprend sa politique, encourageant les pogroms de 1903 et dissolvant le syndicat de la police.

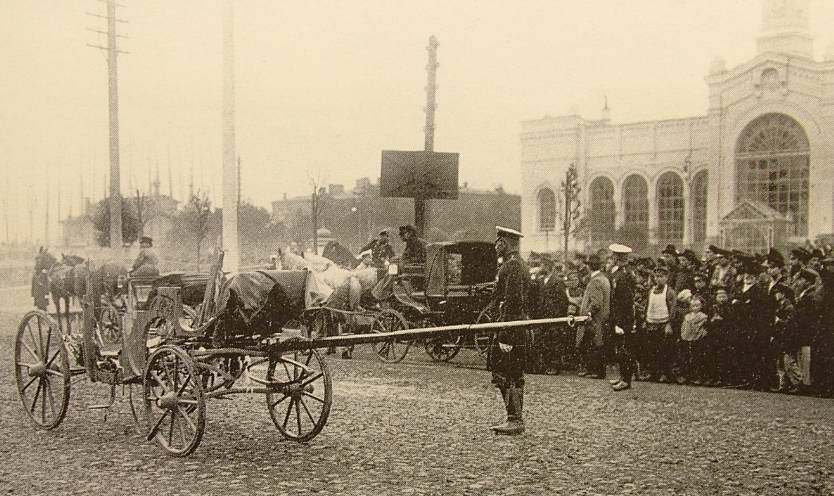
Pétersbourg, Varchav voksal, 15 juillet 1904.

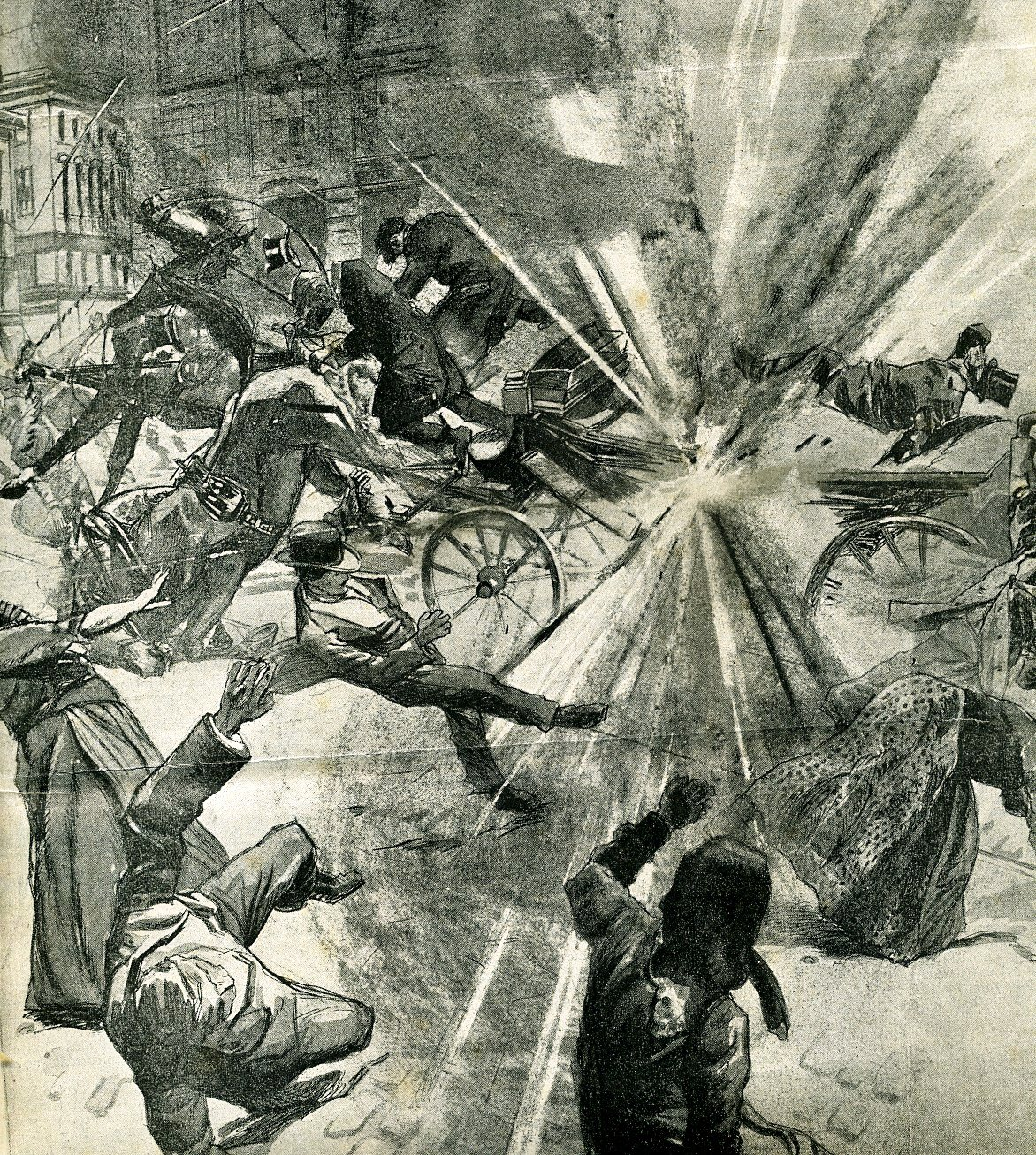
L'attentat de Saint-Pétersbourg qui coûte la vie à Viatcheslav Plehve, chef du cabinet du Tsar, Le Patriote Illustré.

La même année, Plehve rencontre Theodor Herzl à Saint-Pétersbourg. Cela fait partie de la stratégie de Herzl de rechercher une alliance avec les nationalistes notoires, dans l'idée qu'ils verraient le sionisme comme une manière commode de "se débarrasser" des juifs non voulus dans leurs pays. 
Plehve était une cible évidente pour les révolutionnaires. Il survit à une attaque en 1903, deux en 1904 avant de tomber lors d'une attaque à la bombe commise par Igor Sazonov le 15 juillet 1904 à Saint-Pétersbourg. L'attentat a été organisé par le dirigeant de l'Organisation de combat des SR, Yevno Azev, qui se révélera être un agent provocateur travaillant pour l'Okhrana, mais qui n'a pas cherché à éviter la mort de son propre supérieur. 
La Feuille d'Avis de Lausanne précise que « le corps de Monsieur de Plehve ne formait plus qu'une bouillie sanglante [...]. La tête, les jambes et les bras avaient été arrachés du tronc ». Il est enterré au cimetière de Novodievitchi de Saint-Pétersbourg.

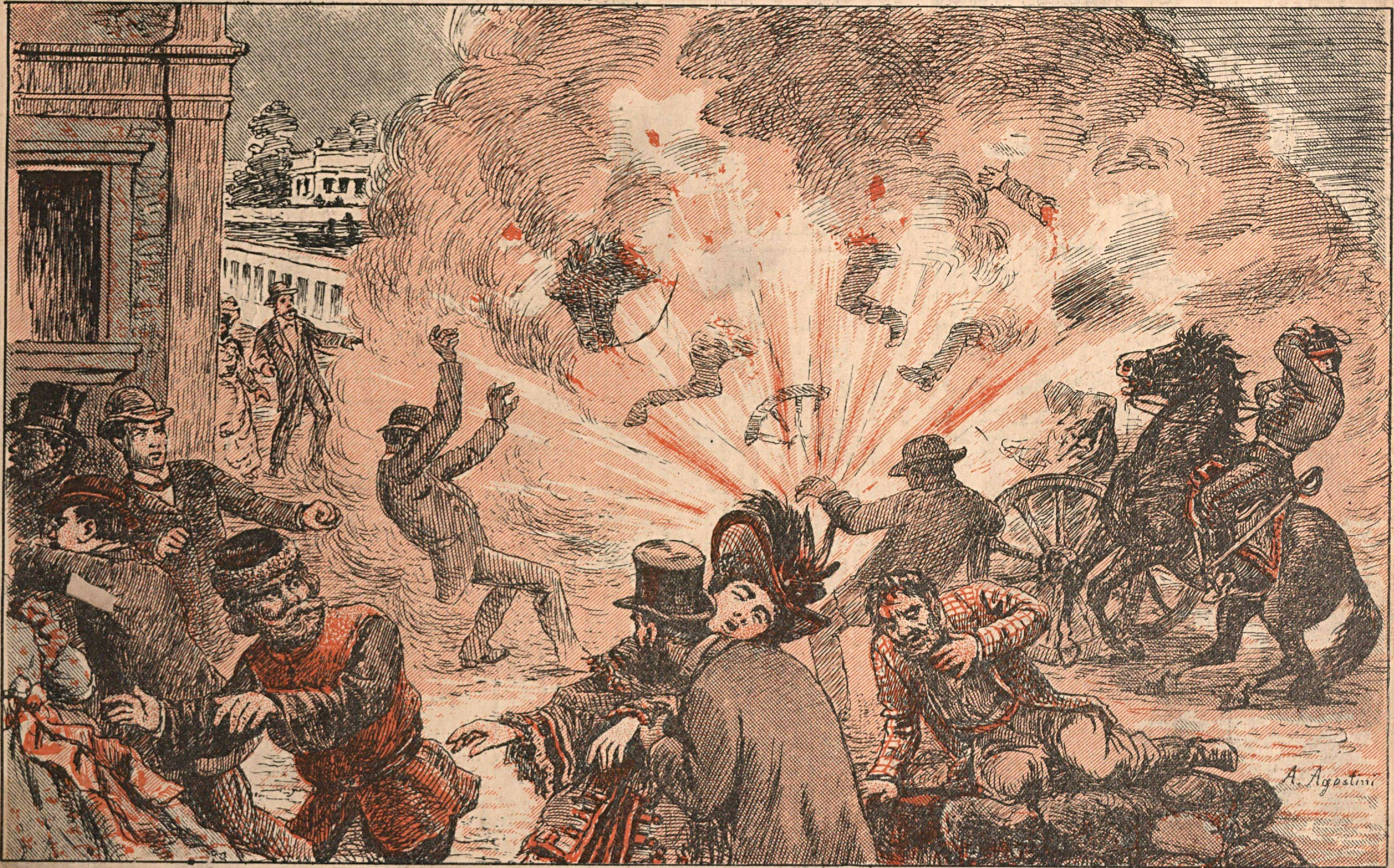
l'Attentat de Saint-Pétersbourg sur M. Plehwe (Angelo Agostini, O Malho, 1904).

Viatcheslav Plehve est remplacé au poste de ministre de l'Intérieur par le prince Petr Dimitrievitch Sviatopolk-Mirsky.